# Glossosoma nigrior
Glossosoma nigrior là một loài Trichoptera trong họ Glossosomatidae. Chúng phân bố ở miền Tân bắc.